# L'Île-Perrot
L'Île-Perrot è un comune (city) del Canada, situato in Québec, nella regione amministrativa di Montérégie.